# Sofiko

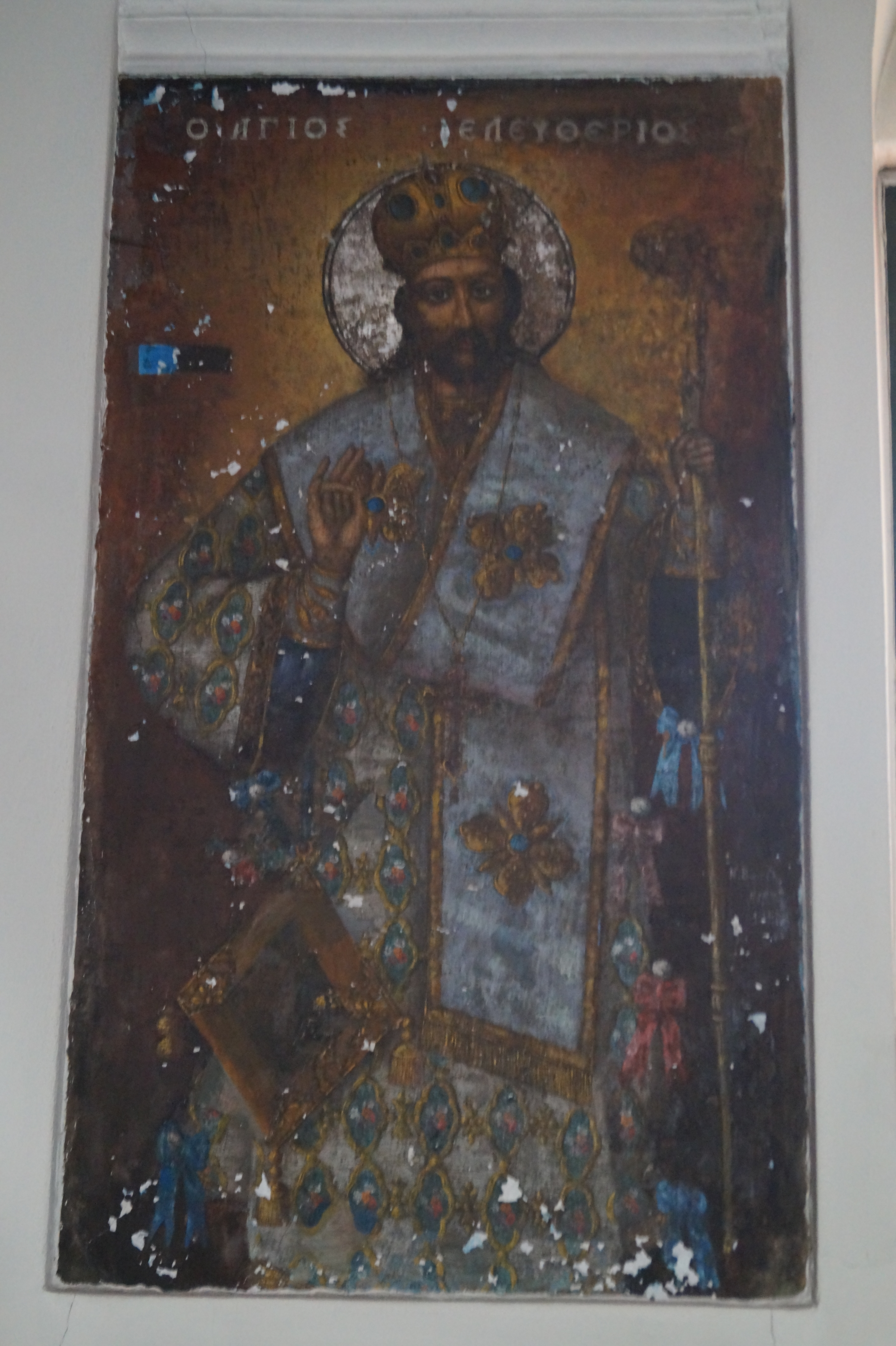
Fresko des Agios Eleftherios in der Kirche Efangelismos tis Theotokou

Sofiko (griechisch Σοφικό (n. sg.)) ist ein Dorf und ein Stadtbezirk in der Gemeinde Korinth in Griechenland. Sofiko liegt in einem Tal im südöstlichen Teil der Korinthia. Zu dem Stadtbezirk Sofiko gehören das etwa 2 km östlich gelegene Agios Vlassis, das Kloster Agia Marina, die beiden 8 km nordöstlich gelegenen Küstenorte Pefkali und Frangolimano und der etwa 10 km östlich gelegene Küstenort Kiourkati.

## Beschreibung
In Sofiko sind viele Häuser im traditionellen Stil erhalten. Im Ort Sofiko steht die Kreuzkuppelkirche Agios Georgios aus dem Jahre 1700. Im Jahre 2016 wurden die Kirche und die Fresken restauriert. Im Süden wurde im 19. Jahrhundert die einschiffige Basilika Agios Charalambos angebaut. Etwa 400 m östlich befindet sich die Kirche aus dem Jahre 1780, die den Heiligen Agios Nikolaos und Demetrios geweiht sind. Die Fresken aus dem 18. Jahrhundert wurden durch das Alltagsleben der Sofiten beeinflusst.
Im westlichen Ortsteil Kokkinia steht die 2001 renovierte einschiffige Kirche Efangelismos tis Theotokou aus dem Jahre 1842 mit einer Ikonostase aus dem Jahre 1847. Im Innern gibt es unter anderem ein bedeutendes Fresko, das Agios Eleftherios zeigt und von der Hand des kretischen Hagiographen Nikolaos Vasilikis stammt. Etwa 200 m nördlich am Ortsrand von Kokkinia befindet sich am Berghang die Taxiarches-Kirche aus dem 15. Jahrhundert, die den Erzengeln Michael und Gabriel geweiht ist.
In der etwa 3 km südwestlich gelegenen Hochebene Larisi gibt es weitere zahlreiche Kirchen. Die bedeutendste ist die Taxiarches-Kirche aus dem 12. oder 13. Jahrhundert, eine Kreuzkuppelkirche im mittelbyzantinischen Stil. Die Innenwände sind mit Fresken aus dem 16. Jahrhundert, die der Kretischen Schule entstammen, geschmückt. Die Agia-Triada-Kirche aus dem 13. Jahrhundert befindet sich etwa 1 km südlich ebenfalls in der Larisi-Ebene. Es handelt sich um eine einschiffige Kirche mit höhergelegenem Querschiff mit großflächigen, alten Fresken.
Das Kloster Kimiseos Theotokou Odigitria steht etwa 900 m nördlich des Ortes Agios Vlassis. Das Katholikon des Klosters ist eine Kreuzkuppelkirche aus dem 12. Jahrhundert. Nach Ansicht des Archäologen Anastasios Orlandos wurde die Kirche auf den Grundmauern einer frühchristlichen Kirche errichtet. Für den Bau wurden Teile eines antiken Aphrodite-Tempels verwendet. Weitere Architekturfragmente des Tempels finden sich im Hof des Klosters. Die Fresken wurden zwischen dem 12. Jahrhundert und 1558 angelegt. Die Ikonostase datiert in das Jahr 1801. In der Kirche wird die bedeutende Ikone der Yperagia Theotokou Odigitria aufbewahrt. 170 m südlich des Klosters steht an der Stelle des ehemaligen Friedhofs des Klosters die einschiffige Kirche Agia Paraskevi von 1617. Die Wandmalereien stammen aus dem Jahre 1737. Bedeutend ist die Darstellung des sogenannten „Tanzes der Jungen“.
Etwa 1,5 km nordöstlich von Sofiko auf dem Berg Tzalika oder Tsaikas befindet sich die Burg Tzalikas und 1 km westlich davon in einem Hochtal liegt der Themenpark und Jugendcamp The Ranch K. Skouras.

## Geschichte
Bereits zur Klassischen Zeit gab es bei Sofiko, um das Kloster Koimisis Theotokou eine Siedlung und einen Aphrodite-Tempel. Etwa im 10. Jahrhundert wurde diese Siedlung aufgegeben. 1385 siedelten Arvaniten, die von den Osmanen aus ihrer Heimat in Südepirus vertrieben worden waren, hier und gründeten die Höhensiedlungen Amygdalia und Velanidi. In den Wintermonaten bezog man im Tal Quartier. Mit der Zeit errichtete man dort feste Häuser und so entstand allmählich die Siedlung Sofiko. Etwa zu dieser Zeit entstand auch die kleine Burg auf dem 780 m hohen Tzalika.
Als man im Dezember 1821 plante, die Erste Griechische Nationalversammlung in Sofiko abzuhalten, verhinderten dies die Einwohner, da sie Repressalien durch die türkischen Behörden fürchteten. Am 14. Juli 1823 wurde Sofiko das Hauptquartier der Revolutionsregierung, bis man sie am 16. August 1823 auf die Insel Salamis verlegte. Während des griechischen Bürgerkriegs kam es zwischen Panoutsos Notaras und Ioannis Notaras zu Streitigkeiten, wer Sofia Rendi zur Frau erhalten sollte. Hierbei kam es im Sommer 1826 zur Inhaftierung von Sotirakis Notaras, dem Vater von Ioannis, in Sofiko. Deshalb sammelte Ioannis Notaras 2000 Soldaten und belagerte den Ort acht Tage lang. Als er ihn schließlich erobert hatte, zerstörte er die Häuser und verbrannte die Kiefern, aus denen die Bewohner Harz gewannen. Am 28. November 1826 begab sich eine Gesandtschaft nach Hydra und bat um Unterstützung beim Wiederaufbau des Orts.
1835 war Sofiko Sitz der Gemeinde Solygeia, die etwa dem heutigen Stadtbezirk Sofiko entsprach. Auch Sofiko wurde damals offiziell Solygeia genannt, da man vermutete, dass die antike Stadt Solygeia hier lag. Heute lokalisiert man die antike Stadt etwa 9 km nordwestlich bei dem Ort Galataki. Im Zweiten Weltkrieg besetzte das italienische Militär im Juni 1941 das Dorf, das im Oktober 1943 nach der italienischen Kapitulation wieder abzog.

### Entwicklung der Einwohnerzahl
| Jahr | Einwohnerzahl |
| ---- | ------------- |
| 1835 | 1529          |
| 1991 | 1774          |
| 2001 | 926           |
| 2011 | 2009          |

## Gliederung des Stadtbezirks
- Stadtbezirk Sofiko (Δημοτική Κοινότητα Σοφικού) 2009
  - Agios Vlassis (Άγιος Βλάσσης) 38
  - Kiourkati (Κιουρκάτι) 48
  - Moni Agias Marinas (Μονή Αγίας Μαρίνης) 31
  - Pefkali (Πευκάλι) 204
  - Sofiko (Σοφικό) 1.679
  - Frangolimano (Φραγκολίμανο) 9

## Wissenswert
Ein gleichnamiger Bahnhof Sofiko befindet sich an der Bahnstrecke İstanbul Sirkeci–Swilengrad in Thrakien.